# Chiesa di Santa Maria Assunta (Antrodoco)
La chiesa cattedrale di Santa Maria Assunta è il duomo di Antrodoco, in provincia e diocesi di Rieti; fa parte della zona pastorale di Valle del Velino, Monti della Laga e Altopiano Leonessano

## Storia
Le origini della chiesa affondano le sue radici in età medievale. A partire dal 1315 l'edificio si organizzò come collegiata e fu intitolato alla Madonna del Popolo. Nei secoli successivi subì gravi danni dai numerosi terremoti che si susseguirono nella zona, venendo infine quasi interamente distrutta in seguito al Grande terremoto del 1703 che colpì l'Abruzzo ulteriore secondo.
La collegiata venne quindi riedificata nel 1720 nelle forme attuali, secondo lo stile barocco, su iniziativa del gesuita Antonio Baldinucci. La facciata neorinascimentale venne completata nel XIX secolo. Nuovi interventi furono svolti tra il 1926 e il 1931 e, successivamente, nel 1953. A partire dagli anni Cinquanta del XX secolo la chiesa è dedicata all'assunzione di Maria.
In seguito al terremoto di Umbria e Marche del 1997 la chiesa è stata sottoposta a lavori di restauro e consolidamento svoltisi nel 2007.

## Descrizione
Santa Maria Assunta è situata nel centro di Antrodoco, lungo via Cotilia, adiacente alla piazza del Popolo.
Presenta una facciata in stile neorinascimentale, con elementi stilistici derivanti dal romanico e dal barocco, volta verso la via principale dove un'appendice della piazza funge da sagrato. Il portale è d'influenza romanica, databile al XIV secolo, lo stile che doveva caratterizzare la chiesa nella sua prima edificazione. La chiesa è affiancata da una torre campanaria, datata al 1708, avente un orologio sulla facciata prospiciente la piazza.
L'interno presenta una navata unica voltata a botte e tre cappelle per lato. Nell'abside si ha l'altare principale sopra il quale si staglia la Madonna del Popolo di Francesco Grandi e, dietro di esso, il pregevole coro ligneo opera di Venanzio di Pescocostanzo, databile al 1740. Sotto l'altare principale è presente un corpo imbalsamato: secondo la tradizione locale si tratterebbe di san Benedetto, un soldato francese martire, acclamato come santo dalla popolazione e venerato la seconda domenica di marzo.